# Vilassar de Dalt
Vilassar de Dalt település Spanyolországban, Barcelona tartományban. Lakosainak száma 9281 fő (2024).

## Földrajza
Vilassar de Dalt Vilassar de Mar, Premià de Dalt, Vallromanes, Vilanova del Vallès, Òrrius és Cabrils községekkel határos.

## Testvértelepülések
- Mondavio

## Népesség
A település lakosságának változását az alábbi diagram mutatja:
| Lakosok száma | 1243 | 2970 | 3477 | 4441 | 6234 | 7902 | 8672 | 8882 | 9043 | 9281 |
|               | 1717 | 1887 | 1936 | 1960 | 1986 | 2004 | 2009 | 2014 | 2019 | 2024 |